# Iunius Valerius Bellicius

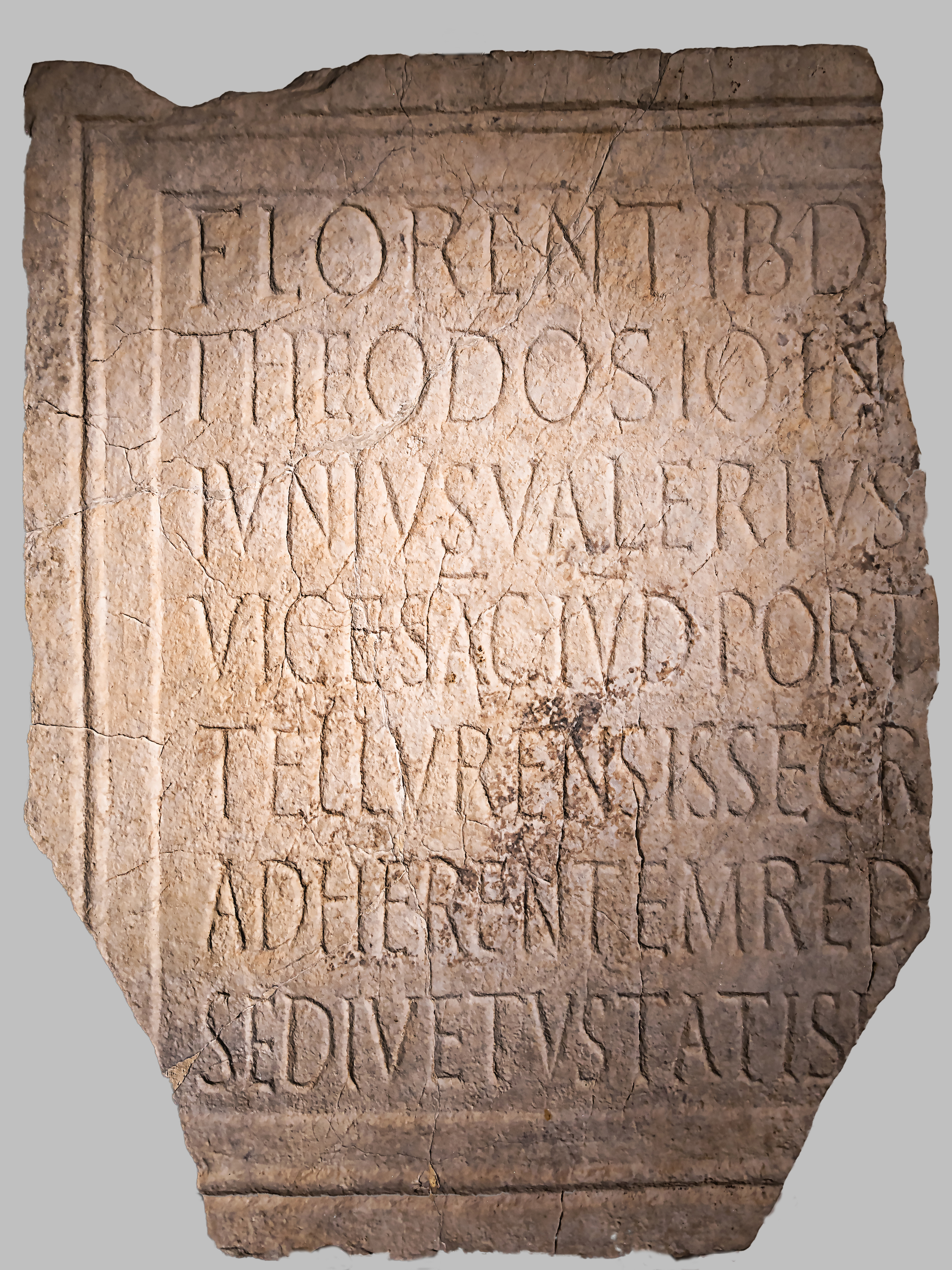
Restaurierungsinschrift des Iunius Valerius Bellicius (CIL 06 40803)

Iunius Valerius Bellicius war ein römischer Politiker und von höchstem senatorischen Rang (vir illustris). Er lebte in der Spätantike um die Wende vom 4. zum 5. Jahrhundert und übte zwischen den Jahren 421 und 423, unter der gemeinsamen Herrschaft der Kaiser Flavius Honorius und Theodosius II. (wobei Honorius in Westrom regierte, wo auch Bellicius wirkte), die Stadtpräfektur Roms aus. Der Name des praefectus urbi und dessen Amtszeit sind der Forschung durch die Fasten der Periode von 408 bis 421 und die sogenannten Bellicius-Inschriften bekannt.
Iunius Valerius Bellicius ließ in seiner Amtszeit die für die Stadtpräfektur relevanten Gebäude, die sich vermutlich in der Nähe des Tellustempels an der Esquiline befanden, restaurieren. Dazu gehörte der Amtssitz (secretarium tellurense) des Stadtpräfekten, der die Gerichtsstätte (tribunalia) sowie die Arbeits- und Archivräume (scrinia) mit einschloss. Auch für die Reparaturarbeiten am Kolosseum zeichnete dieser praefectus urbi verantwortlich. Die Bauten waren nach der Plünderung Roms durch die Goten unter Alarich im Jahr 410 stark sanierungsbedürftig geworden.
Bisher lassen sich archäologisch der spätantike Amtssitz des Stadtpräfekten und der Tempel der Tellus in Rom nicht verorten. Lediglich durch die zahlreichen Inschriftenfunde, die im Umkreis der heutigen Kirche San Pietro in Vincoli und im Bereich der Via della Polveriera angesiedelt sind, können in der modernen Forschung unterschiedlich plausible Rückschlüsse auf die Lokalisierung der wahrscheinlich benachbarten Gebäudekomplexe gezogen werden. Zudem wird es auch für wahrscheinlich gehalten, dass das Podium des Tellustempels von den Stadtpräfekten in der Durchführung öffentlicher Gerichtsverhandlungen mit einbezogen werden konnte.